# Fairfield Shipbuilding and Engineering Company

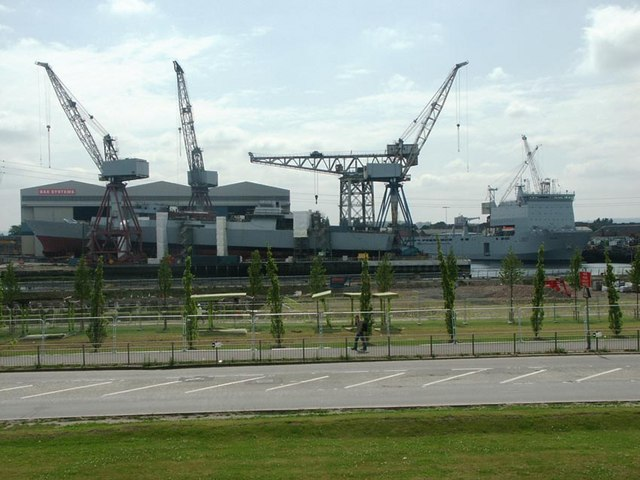
Колишні суднобудівні верфі компанії Fairfield Shipbuilding and Engineering Company. Сучасне виробництво здійснюється BAE Systems Maritime — Naval Ships

Файрфілд Шіпбілдінг енд Інженірінг Кампані (англ. Fairfield Shipbuilding and Engineering Company) — британська суднобудівна компанія, яка розташовувалася на Клайді, у містечку Говань, передмісті Глазго. Компанія була заснована у 1834 році.
Fairfields, під такою назвою була також відома компанія, була одним з найпотужніших виробників військових кораблів, і побудувала велику кількість бойових кораблів для Королівського військово-морського флоту Великої Британії, що билися за часів Першої та Другої світових війн. Компанія також спустила на воду багато трансатлантичних лайнерів для судноплавних корпорацій як то Cunard Line та Canadian Pacific, у тому числі такі відомі судна як Blue Riband, RMS Campania і RMS Lucania.